# Alessandro Bonino (teologo)
Alessandro Bonino (o Bonini), detto Alessandro di Alessandria (Alessandria, 1268 – Roma, 5 ottobre 1314), è stato un teologo, religioso e scolastico italiano.
Le sue teorie economiche sono state le prime a legittimare, dal punto di vista dottrinale, l'applicazione dei tassi usurari.

## Storia
Entrato nell'ordine francescano, si recò a Parigi per studiare filosofia e teologia, da allievo di Duns Scoto.
Nel 1303 fu costretto a interrompere la sua attività magistrale per non aver sottoscritto l'appello di Filippo il Bello contro Papa Bonifacio VIII. Nello stesso anno, fu nominato lettore di teologia del sacro palazzo lateranense.
Nel 1308 fu nominato ministro della provincia francescana di Genova e poi, nell’aprile 1313, venne eletto ministro generale dell'Ordine francescano nel capitolo di Barcellona.
In questo periodo prese parte alle aspre discussioni sull’interpretazione del voto di povertà che contrapponevano la comunità agli spirituali, esprimendo un’opinione contraria a questi ultimi e contribuendo alla redazione del trattato Religiosi viri a difesa della prima. 
Morì a Roma, nel Convento di Santa Maria in Aracoeli, il 5 ottobre 1314.

## Il pensiero
Alessandro Bonino nel suo periodo di permanenza a Genova si rese conto dell'attività svolta dai cambiavalute o campsor e della loro capacità (ars campsoria) di tenere a mente le molteplici differenze tra le monete circolanti nei vari stati. «Non è usura - egli sostenne - il guadagno del cambiavalute. Costui non è per nulla tenuto a prestare la sua opera gratuitamente e ciò, se non altro, per la semplice ragione che l'arte campsoria è necessaria per l'utilità di coloro che viaggiano nelle diverse regioni per lo scambio delle cose, senza il quale non c'è vita sociale». 
Nel 1302 pubblica il suo trattato De usuris, redatto in quattro copie (ora conservate presso la Biblioteca Vaticana, quella di Torino, di Bologna e la Laurenziana di Firenze), rimasto manoscritto per sei secoli e solo nel 1962 pubblicato dallo studioso francescano Hamelin. Il trattato è diviso in nove rubriche (cosa è l'usura; se l'usura è peccato; in quale contratto si verifica l'usura; se l'usura si presenta in altro contratto oltre che nel mutuo; se soltanto la moneta è oggetto di usura; se nell'usura si trasferisce la proprietà; se in qualche caso è lecito chiedere l'usura; la restituzione dell'usura; della pena degli usurai), ed elenca dodici casi in cui è lecito, dal punto di vista dell'etica cattolica, prestare denaro richiedendo un tasso di interesse. Uno di questi è proprio il caso dei cambiavalute.
Le tesi contenute nel trattato avranno vasta eco nel Mediooevo e saranno soprattutto rilanciate da Bernardino da Siena nelle sue prediche sull'etica del lavoro, fino a diventare parte integrante della dottrina cattolica.